# Samson (Alabama)
Samson is een plaats (city) in de Amerikaanse staat Alabama, en valt bestuurlijk gezien onder Geneva County.

## Demografie
Bij de volkstelling in 2000 werd het aantal inwoners vastgesteld op 2071.
In 2006 is het aantal inwoners door het United States Census Bureau geschat op 2032, een daling van 39 (-1,9%).

## Geografie
Volgens het United States Census Bureau beslaat de plaats een oppervlakte van
9,4 km², geheel bestaande uit land. Samson ligt op ongeveer 61 m boven zeeniveau.

## Plaatsen in de nabije omgeving
De onderstaande figuur toont de plaatsen in een straal van 32 km rond Samson.